# Раумбана
Раумбана (малаг. Raombana; 1809 — 1855) — малагасийский историк, государственный деятель, автор исторического труда, известного под названием «История, анналы, хроники».

## Биография
Раумбана происходил из традиционной знати мерина. При рождении получил имя Итутузи (Мышь). Имя Раумбана он получил уже в зрелые годы. Он вошел в первую группу малагасийцев, посланных на обучение в Великобританию Радамой I в 1820 году. Раумбана учился в колледжах Лондона и Манчестера, где стал поклонником английской культуры, «джентльменом» по манерам и образу мыслей. Вернувшись на Мадагаскар в 1829 году, стал одним из первых малагасийцев, кто отмечал Рождество по английскому обряду. Занимал высокие государственные посты, был личным секретарем Ранавалуны I. В его обязанности входили, помимо надзора за текущими государственными делами, поддержание контактов с европейцами и американцами, подготовка политических и коммерческих соглашений. В 1853—1854 годах написал 8000 страничный труд по истории Мадагаскара «История анналы, хроники», подготовленный на базе устной исторической традиции (луван-цофина, что буквально значит «наследие, хранящееся в ушах»), воспоминаний очевидцев, личных впечатлений, официальных документов. Труд был написан Раумбаной на английском языке и не имел заглавия. Источники были подвергнуты автором критическому анализу с позиции Просвещения, однако это ему не всегда удавалось из-за недостатка знаний и опыта. В своем труде Раумбана дал подробное описание географии Мадагаскара, а также народов, населявших остров. Историческое повествование он начинает с легендарного основателя династии и государства Имерина Андрианампунга и обрывается на 1852 годе. Общая концепция истории Мадагаскара подается в его сочинении с позиции сторонника Просвещения, верующего христианина, воспитанного в духе миссионерства. Сохранился также дневник Раумбаны, который он вел с 7 ноября 1853 года до самой своей смерти. Его учеником был Райнандриамампандри, написавший трехтомный труд «История Мадагаскара».